# Bach Collegium Japan
Le Bach Collegium Japan (BCJ) est un orchestre et ensemble vocal japonais de musique baroque.

## Historique
L'ensemble a été fondé en 1990 par Masaaki Suzuki pour familiariser les Japonais aux exécutions sur des instruments anciens des grandes œuvres de la musique baroque. Il interprète surtout des œuvres de Jean-Sébastien Bach mais aussi de ceux qui l'ont inspiré,  comme Dietrich Buxtehude et Heinrich Schütz. En plus de l'orchestre, le Bach Collegium Japan comprend un chœur baroque avec lequel il interprète des cantates de Bach quatre fois par an et les enregistre, constituant ainsi depuis 1995 une des meilleures intégrales en la matière.
Le Bach Collegium Japan est basé à Tōkyō et à Kobe, au Japon, mais joue dans tout le pays, et effectue également des tournées internationales.